# چهوتا کانداپاسا
چهوتا کانداپاسا (به لاتین: Chhota Kandapasa) یک روستا در بنگلادش است که در استان باریسال و در ناحیه باریسال واقع شده است.